# Рампа за инвалиди
Рампата за инвалиди е наклонена равнина, инсталирана в допълнение или на мястото на стълбище.
Използва се за инвалидни и детски колички и други предмети на колела за по-лесно превозване. Рампата може да бъде временна или постоянна.
Временните рампи обикновено са направени от дърво или алуминий и са лесно преносими. Постоянните като правило са от цимент с перила отстрани.
Много училища са снабдени с рампи за инвалиди. Те обаче могат да се окажат опасни при по-суров климат, когато има заледяване през зимата.